# Rennfahrer

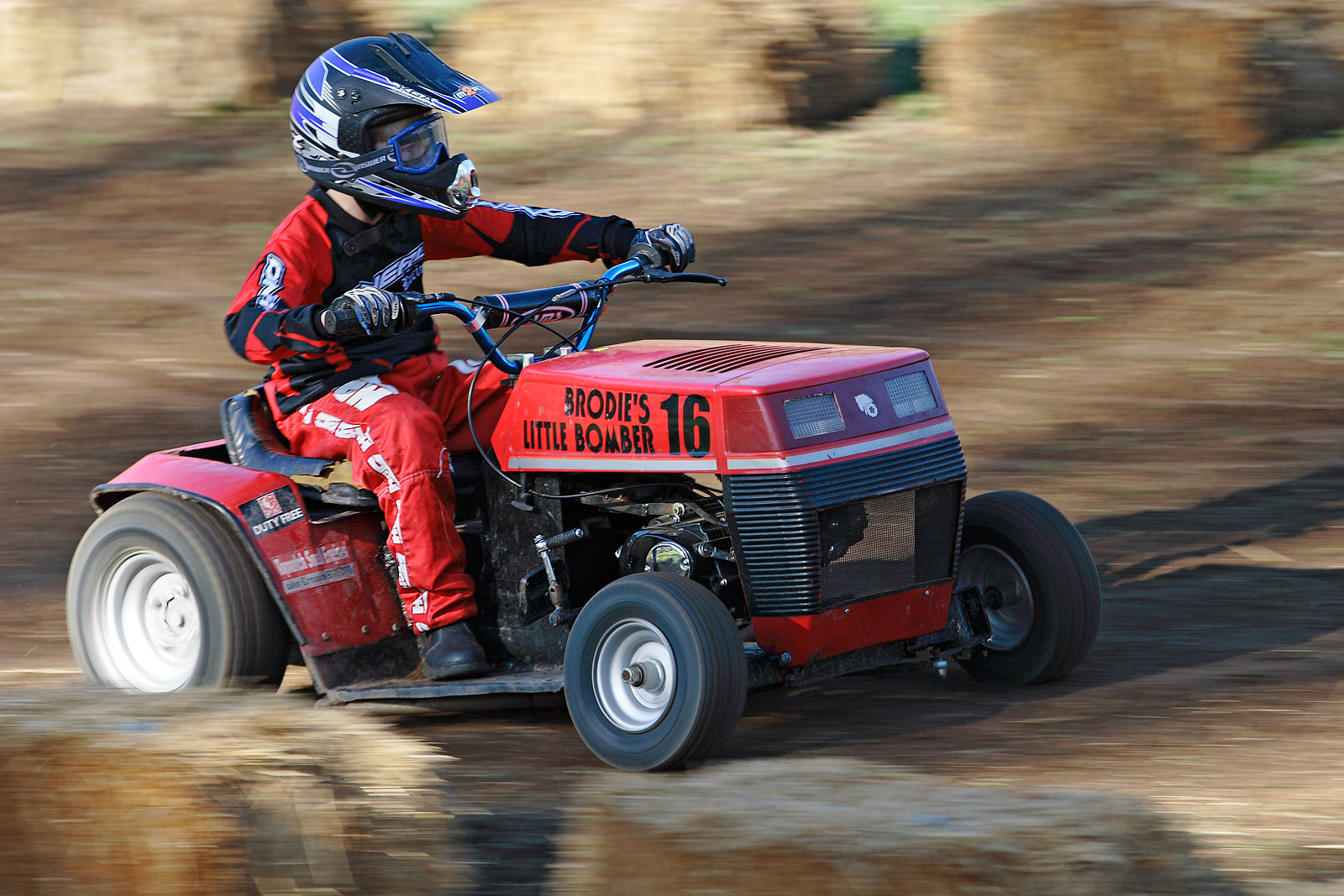
Ein Rennfahrer auf einem Renn-Rasenmährer

Ein Rennfahrer ist eine Person, die mit einem Fahrzeug oder Sportgerät Rennen fährt, also an Wettbewerben teilnimmt, bei denen es beispielsweise auf die Erzielung von Höchstgeschwindigkeiten oder die niedrigsten Rundenzeiten ankommt.

## Anforderungen an Rennfahrer
In den meisten Motorsportdisziplinen besteht die Aufgabe des Fahrers darin, eine bestimmte Strecke mit möglichst hoher Geschwindigkeit zurückzulegen, ohne von der Strecke abzukommen. Ein guter Fahrer muss jedoch auch andere Vorsichtsmaßnahmen ergreifen, wie z. B. die Vermeidung von Überbeanspruchung des Fahrzeugs, um einen Ausfall zu verhindern, und die Verringerung des Reifenabriebs und des Kraftstoffverbrauchs.
Ein Rennfahrer braucht nicht nur Talent und die Fähigkeit, ein Fahrzeug präzise zu steuern. Moderne Rennwagen sind sehr schnell, weswegen durch die in Kurven und beim Bremsen und Beschleunigen auftretenden Fliehkräfte eine gute körperliche Fitness erforderlich ist. Teilweise extreme Temperaturen – zum Beispiel in geschlossenen Rennwagen bei Langstreckenrennen über mehrere Stunden – fordern den Rennfahrer ebenfalls konditionell.
Rennfahrer arbeiten nicht allein, sondern sind Teil eines Teams, zu dem Mechaniker, technische Leiter, Ingenieure und (in größeren Teams) weitere Personen gehören. Diese werden von Computern unterstützt, die alle technischen Daten anzeigen können, wenn die Fahrer auf der Strecke sind. Von professionellen Rennfahrern wird daher ein gutes ingenieurwissenschaftliches Verständnis der Technik und der Fahrdynamik der Fahrzeuge gefordert, um gemeinsam mit dem Team an der Verbesserung der Fahreigenschaften und des Fahrzeugsetups des Einsatzgerätes arbeiten zu können.

## Kategorisierung
Je nach Fahrzeug oder Sportgerät spricht man vom
- Automobilrennfahrer (Automobilsport)
  - DTM-Rennfahrer
  - Formel-1-Rennfahrer
- Truckrennfahrer
- Motorradrennfahrer
- Radrennfahrer
- Rennbootfahrer
- Skirennfahrer